# Sophia Schober
Sophia Anna Clara Schober (* 2. Dezember 1992 in Rosenheim) ist eine deutsche Schauspielerin und Juristin.

## Leben
Sophia Schober erhielt ihre Schauspielausbildung von 2011 bis 2014 an der München Filmakademie (MFA). Neben Engagements für TV-Produktionen wie München Mord oder Hubert ohne Staller wurde Schober zweimal von Marc Rothemund besetzt. 2015 spielte sie in Mein Blind Date mit dem Leben mit, 2017 stand sie neben Elyas M’Barek für Dieses bescheuerte Herz vor der Kamera. 2018 feierte die Webserie Hit and Run auf dem Max-Ophüls-Festival Premiere und wurde anschließend auf YouTube veröffentlicht. Hier spielt Schober die Hauptrolle Zoe. Der Debütfilm Feierabendbier von Ben Brummer, in dem Schober die Rolle der Tini übernahm, feierte seine Premiere auf der Berlinale 2018.
Weiter wirkte Sophia Schober im Coming-of-Age Kinodrama Get Up (2023), Regie Lea Becker, mit. Außerdem übernahm sie eine durchgängige Nebenrolle in Spuren, einer deutschen Kriminalfilm-Miniserie aus dem Jahr 2025 von Stefan Krohmer mit Nina Kunzendorf in der Hauptrolle.
Neben der Schauspielerei studierte Sophia Schober Rechtswissenschaften an der Ludwig-Maximilians-Universität München und absolvierte 2020 das 1. Staatsexamen. 2023 absolvierte Schober das 2. Staatsexamen und arbeitet als Rechtsanwältin in Berlin.

## Filmografie

### Kino
- 2017: Mein Blind Date mit dem Leben
- 2017: Dieses bescheuerte Herz
- 2018: Feierabendbier
- 2023: Get Up

### Streaming
- 2018: Hit and Run
- 2022: Damaged Goods
- 2023: Drift: Partners in Crime

### Fernsehen
- 2015: Papa und die Braut aus Kuba
- 2017: Arzt mit Nebenwirkung
- 2018: SOKO München: 24 Stunden
- 2019: Hubert ohne Staller: Die Glücksbreze
- 2019: Song für Mia
- 2019: München Mord – Leben und Sterben in Schwabing
- 2020: Toni, männlich, Hebamme – Sündenbock
- 2020: Lang lebe die Königin
- 2021: SOKO Potsdam: Irina
- 2021: Um Himmels Willen: Plötzlich reich
- 2021: In aller Freundschaft: Offene Rechnung
- 2022: Normaloland: Die Jury
- 2022: Die Glücksspieler
- 2022: Watzmann ermittelt: Der letzte Ritt[11]
- 2023: SOKO Leipzig: Schunkeltod
- 2023: Die Chefin: Die Konsequenz
- 2024: In aller Freundschaft – Die jungen Ärzte: Vollwertig
- 2025: Spuren (Miniserie)
- 2025: Tatort: Charlie
- 2025: Behringer und die Toten – Ein Bamberg-Krimi: Romeo
- 2025: Watzmann ermittelt: Moderne Zeiten